# Jack Marin
John Warren „Jack” Marin (ur. 12 października 1944 w Sharon) – amerykański koszykarz, występujący na pozycjach rzucającego obrońcy lub niskiego skrzydłowego, uczestnik spotkań gwiazd NBA.

## Osiągnięcia
NCAA
- Wicemistrz NCAA (1964)
- 2-krotny uczestnik NCAA Final Four (1964, 1966)[2][3]
- Mistrz:
  - turnieju konferencji Atlantic Coast (ACC – 1964, 1966)
  - sezonu regularnego ACC (1964–1966)
- Wybrany do:
  - I składu turnieju NCAA (1966)[4]
  - II składu All-American (1966)[5]

NBA
- Finalista NBA (1971)[6]
- Uczestnik meczu gwiazd:
  - NBA (1972, 1973)[1]
  - Legend NBA (1986, 1991)[7]
- Wybrany do I składu debiutantów NBA (1967)[8]
- Lider NBA w skuteczności rzutów wolnych (1972)[9]